# میکولا سیمبال
میکولا سیمبال (اوکراینی: Микола Володимирович Цимбал؛ زادهٔ ۷ سپتامبر ۱۹۸۴) بازیکن فوتبال اهل اوکراین است.